# إدمان الدواء الموصوف
إدمان الأدوية الموصوفة هو الاستخدام المزمن والمتكرر لدواء موصوف بطرق غير الموصوفة، بما في ذلك استخدام وصفة طبية من شخص آخر. الدواء الموصوف هو دواء صيدلاني لا يجوز صرفه دون وصفة طبية قانونية. تخضع الأدوية في هذه الفئة للإشراف نظرًا لاحتمالية إساءة استخدامها والتسبب في اضطراب تعاطي المواد. أكثر أنواع الأدوية إساءةً هي المواد الأفيونية، ومثبطات الجهاز العصبي المركزي، والمنشطات العصبية المركزية.  على وجه الخصوص، يُساء استخدام المواد الأفيونية الموصوفة بشكل شائع في شكل مسكنات الألم الموصوفة.
تم الاعتراف بإدمان الأدوية الموصوفة كمشكلة صحية عامة كبيرة وإنفاذ القانون في جميع أنحاء العالم في العقد الماضي بسبب عواقبه الطبية والاجتماعية. على وجه الخصوص، أعلنت الولايات المتحدة حالة طوارئ صحية عامة فيما يتعلق بزيادة جرعات المخدرات الزائدة في عام 2017. ومنذ ذلك الحين، أكدت العديد من منظمات الصحة العامة على أهمية الوقاية والتشخيص المبكر وعلاج إدمان الأدوية الموصوفة لمعالجة هذه المشكلة الصحية العامة.